# Volta à Áustria
A Volta à Áustria (oficialmente: Int. Österreich-Rundfahrt-Tour of Áustria) é uma corrida ciclística profissional por etapas que se disputa na Áustria, no mês junho ou julho durante os últimos anos coincidindo em datas com o Tour de France.
Criou-se em 1947 para amadores até que em 1996 deu o salto à categoria profissional, subindo progressivamente da categoria 2.5 à 2.2. Desde a criação dos Circuitos Continentais UCI em 2005 incorporou-se ao UCI Europe Tour, no primeiro ano na categoria 2.1. e depois na 2.hc (máxima categoria destes circuitos).
Desde 2006 as duas últimas etapas são uma contrarrelógio em Podersdorf am See dentre 24 e 30 km e ao dia seguinte uma etapa curta em linha desde esta cidade até Viena dentre 122 e 128 km.

## Palmarés
Em amarelo: edição amadora.
| Ano  | Vencedor             | Segundo                 | Terceiro              |
| ---- | -------------------- | ----------------------- | --------------------- |
| 1947 | Robert Renonce       | Roger Ilitch            | Rudi Valenta          |
| 1948 | Raymond Colliot      | Hans Goldschmidt        | Roger Dagorn          |
| 1949 | Richard Menapace     | Franz Deutsch           | Lucien Fixot          |
| 1950 | Richard Menapace     | André Hoffmann          | Kurt Schneider        |
| 1951 | Franz Deutsch        | Josef Hammerl           | Charly Gaul           |
| 1952 | Franz Deutsch        | Charly Gaul             | Franz Reitz           |
| 1953 | François Gelhausen   | Jempy Schmitz           | Adolf Christian       |
| 1954 | Adolf Christian      | Walter Muller           | André Messelis        |
| 1955 | Lasse Nordvall       | Adolf Christian         | Franz Deutsch         |
| 1956 | Roland Ströhm        | Eduard Ignatovicz       | Gunnar Göransson      |
| 1957 | Gunnar Göransson     | Richard Durlacher       | Stefan Mascha         |
| 1958 | Richard Durlacher    | Kurt Schweiger          | Stefan Mascha         |
| 1959 | Stefan Mascha        | Constant Goossens       | Herbert Kaupe         |
| 1960 | René Lotz            | Felix Damm              | Fritz Inthaler        |
| 1961 | Stefan Mascha        | Martin Vão Dêem Bossche | Walter Müller         |
| 1962 | Walter Müller        | Adolf Christian         | Gustav-Adolf Schur    |
| 1963 | Jan Pieterse         | Felix Damm              | Arie Dêem Hertog      |
| 1964 | Edy Schütz           | Johny Schleck           | Christian Frisch      |
| 1965 | Hans Furian          | Josef Beker             | Ryszard Zapala        |
| 1966 | Hans Furian          | Rolf Eberl              | Hans Konigshofer      |
| 1967 | Marinus Wagtmans     | Rudi Valencic           | Fedor Dêem Hertog     |
| 1968 | Jan Krekels          | Georg Postl             | Czeslaw Polewiak      |
| 1969 | Matthijs de Koning   | Wolfgang Steinmayr      | Joop Zoetemelk        |
| 1970 | Rudolf Mitteregger   | Hans Oberndorfer        | Hans Konigshofer      |
| 1971 | Roman Humenberger    | Rudolf Mitteregger      | Wolfgang Steinmayr    |
| 1972 | Wolfgang Steinmayr   | Rudolf Mitteregger      | Claudio Morelli       |
| 1973 | Wolfgang Steinmayr   | Viktor Neljubin         | Rudolf Mitteregger    |
| 1974 | Rudolf Mitteregger   | Jiri Lawruschkin        | Siegfried Denk        |
| 1975 | Wolfgang Steinmayr   | Rudolf Mitteregger      | Roman Humenberger     |
| 1976 | Wolfgang Steinmayr   | Luca Olivetto           | Roman Humenberger     |
| 1977 | Rudolf Mitteregger   | Jiri Konecny            | Svatopluk Henke       |
| 1978 | Jostein Willman      | Stefan Muter            | Erich Jagsch          |
| 1979 | Herbert Splinder     | Rudolf Mitteregger      | Tadeusz Wojtas        |
| 1980 | Geir Digerud         | Morten Saether          | Johann Traxler        |
| 1981 | Gerhard Zadrobilek   | Mieczyslaw Korycki      | Harald Maier          |
| 1982 | Helmut Wechselberger | Andrzej Mierzejewski    | Libor Matejka         |
| 1983 | Kurt Zellhofer       | Helmut Wechselberger    | Lubomir Burda         |
| 1984 | Stefan Maurer        | Alexander Krasnov       | Lubomir Burda         |
| 1985 | Olaf Jentzsch        | Libor Matejka           | Primoz Cerin          |
| 1986 | Helmut Wechselberger | Richard Trinkler        | Libor Matejka         |
| 1987 | Dmitri Konyshev      | Helmut Wechselberger    | Serguei Ouslamine     |
| 1988 | Dietmar Hauer        | Gerd Audehm             | Stefan Gottschling    |
| 1989 | Valter Bonca         | Peter Lammer            | Arne Aadnoy           |
| 1990 | Dietmar Hauer        | Roman Kreuziger         | Stefan Gottschling    |
| 1991 | Roman Kreuziger      | Luis Espinosa           | Lars Kristian Johnsen |
| 1992 | Valter Bonca         | Peter Luttenberger      | Dietmar Hauer         |
| 1993 | Georg Totschnig      | Roland Meier            | Roman Kreuziger sr.   |
| 1994 | Harald Morscher      | Koos Moerenhout         | Lars Kristian Johnsen |
| 1995 | Steffen Kjaergaard   | Frantisek Trkal         | Glenn D'Hollander     |
| 1996 | Frank Vandenbroucke  | Luc Roosen              | Franco Ballerini      |
| 1997 | Daniele Nardello     | Frank Vandenbroucke     | Oscar Camenzind       |
| 1998 | Beat Zberg           | Philipp Buschor         | Matteo Tosatto        |
| 1999 | Maurizio Vandelli    | Georg Totschnig         | Branko Filip          |
| 2000 | Georg Totschnig      | Hannes Hempel           | Maurizio Vandelli     |
| 2001 | Cadel Evans          | Hans-Peter Obwaller     | Paolo Tiralongo       |
| 2002 | Gerrit Glomser       | Hans-Peter Obwaller     | Franco Ballerini      |
| 2003 | Gerrit Glomser       | Jure Goločer            | Hans-Peter Obwaller   |
| 2004 | Cadel Evans          | Michele Scarponi        | Maurizio Vandelli     |
| 2005 | Juan Miguel Mercado  | Johann Tschopp          | Gerhard Trampusch     |
| 2006 | Tom Danielson        | Ruslan Pidgornyy        | Christian Pfannberger |
| 2007 | Stijn Devolder       | Thomas Rohregger        | Jure Goločer          |
| 2008 | Thomas Rohregger     | Vladimir Gusev          | Ruslan Pidgornyy      |
| 2009 | Michael Albasini     | Ruslan Pidgornyy        | Branislau Samoilau    |
| 2010 | Riccardo Riccò       | Sergio Pardilla         | Emanuele Sella        |
| 2011 | Fredrik Kessiakoff   | Leopold König           | Carlos Sastre         |
| 2012 | Jakob Fuglsang       | Steve Morabito          | Robert Vrečer         |
| 2013 | Riccardo Zoidl       | Aleksandr Dyachenko     | Kevin Seeldraeyers    |
| 2014 | Peter Kennaugh       | Javier Moreno           | Damiano Caruso        |
| 2015 | Víctor da Parte      | Ben Hermans             | Jan Hirt              |
| 2016 | Jan Hirt             | Guillaume Martin        | Patrick Schelling     |
| 2017 | Stefan Denifl        | Delio Fernández         | Miguel Ángel López    |

## Palmarés por países
Somente contemplam-se as vitórias profissionais.
| País        | Vitórias |
| ----------- | -------- |
| Áustria     | 6        |
| Itália      | 3        |
| Bélgica     | 2        |
| Suíça       | 2        |
| Austrália   | 2        |
| Espanha     | 2        |
| Dinamarca   | 1        |
| Suécia      | 1        |
| Reino Unido | 1        |
| Chéquia     | 1        |